# Gotti - Il primo padrino
Gotti - Il primo padrino (Gotti) è un film del 2018, diretto da Kevin Connolly ed interpretato da John Travolta.
La realizzazione del film ha avuto diverse battute d'arresto, finendo nel development hell per diversi anni, durante i quali si sono valutate le eventuali collaborazioni con numerosi registi e attori, tra cui Barry Levinson e Al Pacino. Le riprese sono cominciate nel luglio del 2016 a Cincinnati (Ohio) e si sono concluse nel febbraio del 2017 a Brooklyn (New York).
Dopo diverse vicissitudini, il film è stato distribuito nelle sale cinematografiche statunitensi il 15 giugno 2018, ricevendo una scarsa accoglienza del pubblico e venendo accolto molto negativamente dalla critica, che ha disapprovato la sceneggiatura, l'estetica del film e la performance del cast (in particolare quella di Travolta), anche se il trucco ha ricevuto qualche elogio. Gotti è attualmente uno dei pochi film ad avere un punteggio dello 0% su Rotten Tomatoes. Ai Razzie Awards 2018 ha ricevuto sei nomination, inclusi Peggior film e Peggior attore protagonista.

## Trama
Il film racconta il regno trentennale del boss mafioso italo-statunitense John Gotti e della sua ascesa come capo della Famiglia Gambino, insieme a suo figlio, John Gotti, Jr. e alla sua fedele moglie Victoria.
Da killer per la famiglia Gambino, Gotti ne diventa uomo d'onore, cioè affiliato. Viene successivamente incarcerato per un omicidio, scontando due anni di carcere, ma corrompendo le guardie carcerarie riesce ad uscire spesso di prigione, con la scusa di andare dal dentista. Intanto continua il suo lavoro di killer.
John Gotti Jr. frequenta il college, ma la fama del padre gli rende tutti ostili, per cui lascia la scuola per stare con il padre per strada. Nel 1980, il piccolo Frank, uno dei figli di John Gotti, viene investito da un vicino di casa e muore a soli dodici anni.
Durante una rissa svoltasi in un bar, John Gotti Jr. uccide un altro ragazzo, il che attira ancora di più l'attenzione sulla famiglia; il vero caos scoppia quando Angelo Ruggiero, amico di famiglia, viene intercettato mentre parla di crimini i quali coinvolgono anche "il boss dei boss" della famiglia Gambino Paul Castellano il quale, temendo che con il suo arresto possa essere sostituito al comando da Gotti, ordina lo scioglimento della banda.
Con la morte del suo mentore Aniello Dellacroce, Gotti si allea con Frank DeCicco per uccidere Castellano e subentrare a lui, nel 1985.
Successivamente, Frank DeCicco viene assassinato con una bomba in auto. Gotti vorrebbe andare oltre, ma Angelo Ruggiero se ne occupa uccidendo un pezzo grosso di un'altra famiglia, il che innesca rappresaglie reciproche. Per proteggerlo, Gotti caccia Ruggiero, ma per questo litiga con il figlio, che pretende e ottiene di entrare nella famiglia, venendo messo a capo di alcuni uomini. Durante un nuovo processo le cose precipitano quando il vice di Gotti, Sammy Gravano, decide di salvarsi collaborando con l'FBI e portando alla condanna definitiva nel 1992. La sua condanna lo indebolisce come Boss, portando ad una guerra tra le famiglie, a cui cerca di rimediare Gotti Jr., ma che viene a sua volta incriminato e condannato. Stanco e spaventato, decide di patteggiare ed uscire da Cosa Nostra.
Infine, Gotti muore di cancro alla gola nel 2002, tra le condoglianze delle persone comuni, che lo lodano per aver sempre protetto il quartiere e aver ucciso solo altri mafiosi.

## Produzione

### Sviluppo
Nel settembre del 2010, la Fiore Films annunciò di aver ottenuto i diritti da Gotti Jr., per produrre un film sulla sua vita. Il film, provvisoriamente intitolato Gotti: In the Shadow of My Father, doveva essere diretto da Barry Levinson, che alla fine abbandonò il progetto. Nick Cassavetes e Joe Johnston furono invitati a accettare la regia, così come furono invitati Al Pacino, Lindsay Lohan e Ben Foster per alcuni ruoli. Joe Pesci venne scritturato per interpretare Angelo Ruggiero: per assomigliargli, aumentò di 13 chili. Dopo che venne riscritturato nel ruolo di Anthony Casso, membro della Famiglia Lucchese, e gli venne ridotto lo stipendio, fece causa alla Fiore Films per 3 milioni di dollari; la causa fu risolta in via extragiudiziale. Chazz Palminteri, che aveva interpretato Paul Castellano nel film per la TV, Il boss dei boss, era stato inizialmente scelto per interpretare il predecessore di Gotti.

### Casting
L'8 settembre 2015, venne scelto Kevin Connolly come regista del film.
Il 27 luglio 2016, venne annunciato il cast completo del film, che comprendeva Kelly Preston nel ruolo di Victoria Gotti, Stacy Keach nel ruolo di Aniello Dellacroce, Pruitt Taylor Vince nel ruolo di Angelo Ruggiero, Spencer Lofranco nel ruolo di John Gotti, Jr., William DeMeo nel ruolo di Sammy Gravano, Leo Rossi nel ruolo di Bartholomew "Bobby" Boriello, Victor Gojcaj nel ruolo di Pasre Murphy, Tyler Jon Olson e Megan Leonard.

### Riprese
Le riprese sono cominciate il 25 luglio 2016 a Cincinnati e si sono spostate nei mesi successivi a Springfield Township, New York, Finneytown e Indian Hill. Alcune riprese si sono tenute nel carcere di Butler County.
Le riprese del film erano state programmate dapprima a New York, essendovi ambientato, ma vennero trasferite a Cincinnati. Una delle ragioni del trasferimento è stata la revisione del credito fiscale cinematografico dell'Ohio a beneficio dei creatori di film. Sono terminate il 24 febbraio 2017 a Brooklyn.

## Promozione
Il trailer ufficiale del film venne pubblicato il 26 settembre 2017, mentre quello italiano è stato distribuito il 19 luglio 2018.

## Distribuzione
Il film era inizialmente previsto per il 15 dicembre 2017, in una distribuzione limitata e tramite video on demand. I produttori hanno iniziato a cercare un nuovo distributore in modo che il film potesse ricevere un'ampia uscita nelle sale, a differenza della versione originale inizialmente prevista, con la vendita della Lionsgate al produttore e allo studio. Il 12 marzo 2018, Connolly annunciò che il film sarebbe uscito il 15 giugno 2018. Il 12 aprile 2018, fu annunciato che Vertical Entertainment avrebbe distribuito il film. Il 25 aprile 2018, è stato annunciato che MoviePass Ventures, una sussidiaria di MoviePass, aveva acquisito una partecipazione azionaria nel film e che avrebbe partecipato alle entrate generate dal film. È stato inoltre presentato al Festival di Cannes 2018.
Nelle sale cinematografiche italiane è stato distribuito il 13 settembre 2018 dalla Eagle Pictures.

## Accoglienza

### Incassi
Gotti ha incassato 4.3 milioni di dollari negli Stati Uniti, e 1.8 milioni di dollari in altri territori, per un totale di 6.1 milioni di dollari contro un budget di produzione di 10 milioni di dollari.
Il film venne distribuito in edizione limitata in 503 sale, e si attendeva che potesse realizzare 1-2 milioni di dollari nel suo weekend di apertura. Ha ottenuto $105 000 dalle anteprime del giovedì sera da 350 sale, e un totale di $1,7 milioni nel suo weekend di apertura, finendo dodicesimo. Secondo i loro stessi rapporti, MoviePass ha rappresentato il 40% dei biglietti venduti, portando un capo di uno studio indipendente a dire a Deadline Hollywood:
Nel suo secondo weekend il film ha guadagnato $812 000, finendo dodicesimo.

### Critica
Gotti non è stato proiettato in anteprima per la critica, ma alla première di Cannes hanno partecipato dei recensori di IndieWire e The Hollywood Reporter, che hanno entrambi lasciato recensioni negative del film.
Sull'aggregatore di recensioni Rotten Tomatoes ha un indice di gradimento dello 0%, cioè nessuna recensione positiva, con un voto medio di 2,2 su 10, basato su 44 recensioni. Il consenso del sito recita solamente: "fuhgeddaboudit", richiamo a Donnie Brasco. Su Metacritic, invece, ha un punteggio di 24 su 100, basato su 16 recensioni, indicante "recensioni generalmente negative".
Jordan Mintzer dell'Hollywood Reporter ha dato al film una recensione negativa, scrivendo: "... non è solo che il film sia piuttosto terribile: mal scritto, privo di tensione, ridicolo in alcuni punti e semplicemente noioso in altri, ma il fatto che mostri per lo più John Gotti come un amorevole padre di famiglia e un ragazzo molto simpatico, e suo figlio John Gotti Jr. come vittima della persecuzione del governo, potrebbe essere il primo nella storia del genere".
Johnny Oleksinski del New York Post ha descritto il film come "il peggiore di tutti i tempi", scrivendo "... il tanto atteso film biografico sull'uomo d'onore diventato capo della famiglia Gambino ha richiesto quattro registi, quarantaquattro produttori e otto anni di sviluppo. Il prodotto finito appartiene a un secchio di cemento sul fondo del fiume".
Peter Travers di Rolling Stone ha dato al film una stella su quattro, scrivendo: "Le folli testimonianze dei sostenitori di Gotti alla fine del film sono la cosa più vicina a una recensione positiva che questo film otterrà mai".

### Controversia su Rotten Tomatoes
Gli osservatori hanno rapidamente notato una grande disparità, su Rotten Tomatoes, tra il punteggio di approvazione del pubblico dell'80% e il punteggio della critica dello 0% durante il weekend di apertura del film. A partire dal 12 agosto 2018, il punteggio del pubblico è sceso di 27 punti ed è arrivato al 53%.
Il 19 giugno, Dan Murrell di Screen Junkies ha notato che la disparità "non ha senso" e sospetta manipolazione del voto da parte dello studio. Le accuse contro lo studio di produzione e il team di marketing sono aumentate dopo la pubblicazione di una pubblicità sospettata di tentare di rispondere ai critici. La campagna invitava gli spettatori a ignorare i "... troll dietro una tastiera", e "Il pubblico ha amato Gotti ma i critici non vogliono che tu lo veda... La domanda è: perché? Fidati delle persone e guardalo con i tuoi occhi!". Gli osservatori hanno anche notato il numero stranamente elevato di recensioni, 7.000, rispetto ad altri film che hanno fatto meglio al botteghino quel fine settimana, come Gli Incredibili 2 che ha registrato 7 600 recensioni e ha incassato 105 volte di più di Gotti.
Lo staff di Rotten Tomatoes ha rilasciato una dichiarazione affermando di non aver trovato prove di manomissione e che "tutte le valutazioni e recensioni sono state lasciate da account attivi". Al 19 giugno, 32 delle 54 recensioni erano state scritte da recensori iscritti per la prima volta sul sito, che avevano lasciato una recensione soltanto a Gotti, e 45 account erano stati creati nello stesso mese. Molti degli account avevano lasciato una recensione anche per American Animals, che insieme a Gotti sono gli unici film posseduti da MoviePass attraverso la sua compagnia MoviePass Ventures, responsabile del 40% dei biglietti venduti. Jim Vorel di Paste ha suggerito che questo è stato fatto per cercare di sostenere il modello di business "film illimitati" di MoviePass.

## Riconoscimenti
- 2019 – Razzie Awards[45]
  - Candidatura per il peggior film a Randall Emmett, Marc Fiore, Michael Froch e George Furla
  - Candidatura per il peggior regista a Kevin Connolly
  - Candidatura per il peggior attore protagonista a John Travolta
  - Candidatura per la peggior attrice non protagonista a Kelly Preston
  - Candidatura per la peggior coppia a John Travolta e Kelly Preston
  - Candidatura per la peggior sceneggiatura a Lem Dobbs e Leo Rossi